# Verdura de fulla

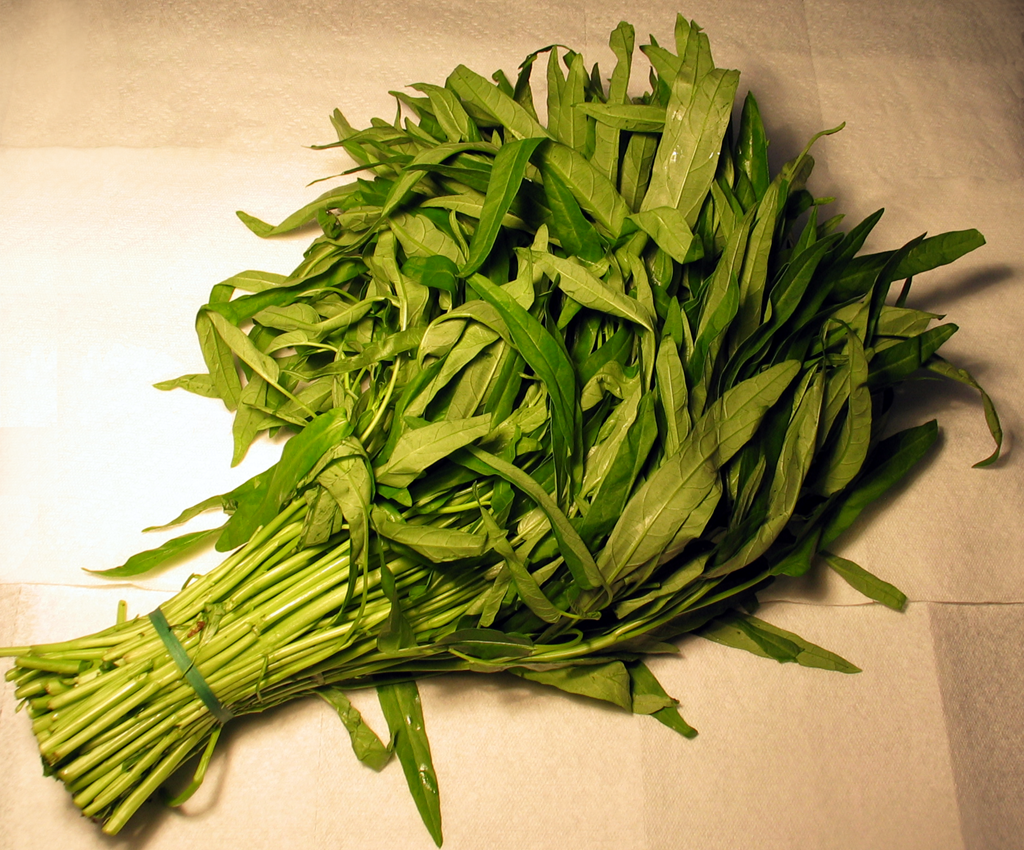
Espinacs d'aigua fresca.

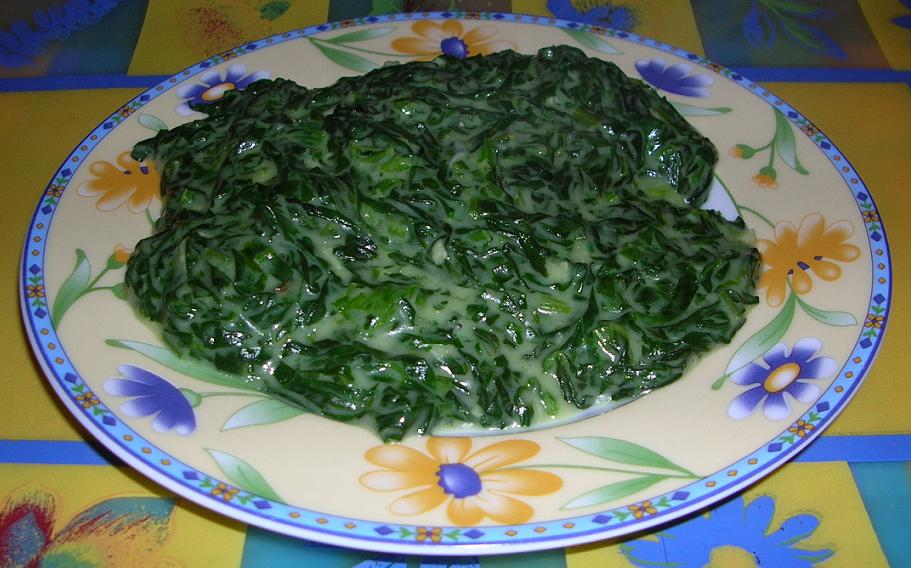
Espinacs a la crema.

Verdura de fulla o verdura de fulla verda són les plantes amb fulles comestibles, i a vegades també s i llavors germinades. Tot i que el terme engloba gairebé un miler d'espècies variades, la majoria comparteixen característiques nutricionals i usos gastronòmics. La majoria són plantes herbàcies efímeres com l'enciam i l'espinac. Algunes plantes llenyoses amb fulles que es poden menjar inclouen espècies de baobab, aralia, moringa, morera i toona.
Les fulles de moltes pastures també són comestibles per als humans, però només s'acostumen a menjar en cas de fam. Alguns exemples són l'alfals, el trèvol i la majoria de les poàcies, incloent el blat i la civada. Aquestes plantes sovint són més prolífiques que les verdures de fulla tradicionals, però l'explotació dels seus nutrients és complicada, principalment pel seu alt contingut en fibra alimentària. Aquest obstacle millora amb un millor processament d'aliments, incloent l'assecatge dels aliments, la molta o el premsat i triturat per obtenir el seu suc.

## Nutrició
Les verdures de fulla acostumen a ser baixes en calories i greixos, altes en proteïna per caloria, fibra alimentària, ferro i calci, i molt altes en fitoquímics com la vitamina C, els carotenoides, la luteïna i l'àcid fòlic, així com la vitamina K.

## Preparació
La majoria de les verdures de fulla es poden menjar crues, per exemple en entrepans o amanides. Les fulles també es poden fer servir per embolicar els ingredients, com en el sarma. També es poden fer en un saltat, estofat, o amb cocció al vapor. La verdura de fulla estofada amb carn de porc és un plat típic de la soul foud i la gastronomia del sud dels Estats Units. Diversos plats asiàtics també l'utilitzen, com el saag.